# Taxiën

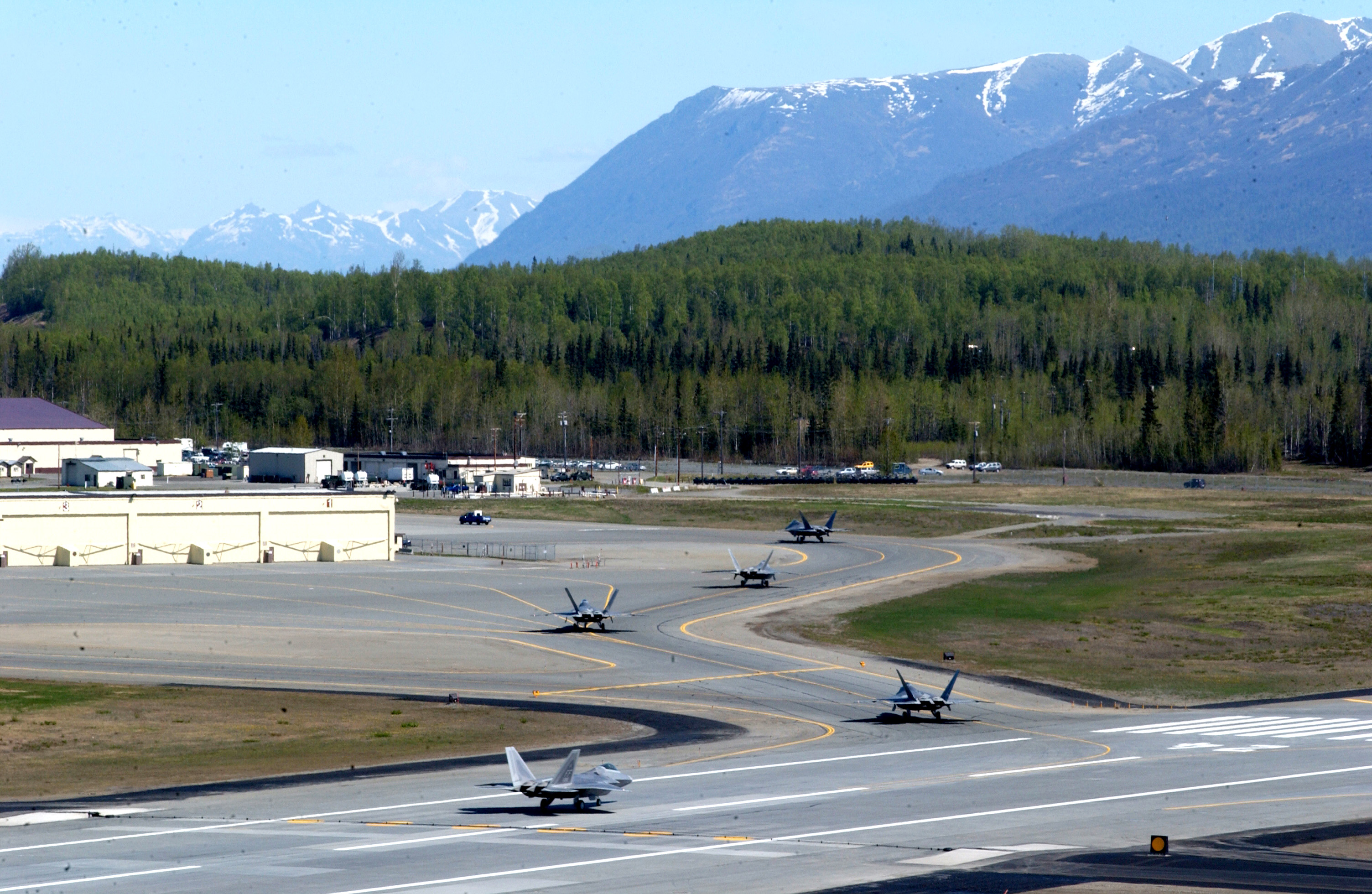
F-22 Raptors taxiën van de startbaan naar het platform op Elmendorf Air Force Base, Alaska, VS.

Taxiën is de benaming voor het rijden van vliegtuigen over de grond, waarbij zij zichzelf voortbewegen (dus niet worden geduwd of gesleept). Bij watervliegtuigen wordt de term ook gebruikt voor het zich voortbewegen over het water.
Taxiën gebeurt meestal direct voor de start of na de landing, wanneer het toestel zich vanaf het platform of de gate via de taxibaan naar de startbaan beweegt, of andersom.  De term wordt niet gebruikt voor het vaart maken of verminderen tijdens de start of landing.
Voor de voortbeweging wordt gebruikgemaakt van de motoren van het vliegtuig, die dan meestal op iets meer dan stationaire kracht draaien. Sturen gebeurt vaak door een beweegbaar neuswiel of staartwiel, vaak gecombineerd met besturing door het richtingsroer. Grotere verkeerstoestellen hebben soms ook een bestuurbaar hoofdlandingsgestel, kleinere toestellen kunnen soms ook sturen door apart bedienbare remmen op de beide hoofdwielen.
Voor het taxiën van en naar de start- of landingsbaan wordt op grotere vliegvelden vaak een speciale taxibaan gebruikt. Soms wordt de start- of landingsbaan ook als taxibaan gebruikt.

## Aankomst en vertrek vanaf eengate

### Aankomst
Wordt het vliegtuig met de neus naar het terminalgebouw geparkeerd, dan bevindt zich op het gebouw vaak een informatiepaneel, het zogenaamde "Visual Docking Guidance System" (VDGS). Het systeem geeft door middel van (gekleurde) lampen/pijltjes visuele aanwijzingen (links/rechts) aan de piloot hoe hij zijn vliegtuig op de juiste manier moet parkeren. Bovendien geeft het systeem tijdens de laatste meters van het parkeren de afstand aan tot de plek waar het toestel tot stilstand moet worden gebracht. De getoonde informatie is afhankelijk van het vliegtuigtype (het ingestelde vliegtuigtype wordt daarom meestal getoond op het bord van het VDGS). Staat het vliegtuig op de juiste plek geparkeerd, dan kan daarna de slurf worden aangesloten. Op vliegvelden zonder slurven wordt, indien noodzakelijk, een trap geplaatst bij de deur van het vliegtuig. 
Bij afwezigheid van het VDGS of indien het systeem defect is wordt een marshaller gebruikt die aanwijzingen geeft hoe het vliegtuig geparkeerd moet worden.

### Vertrek
Een vliegtuig is niet ontworpen om op eigen kracht achteruit te rijden (hoewel het in principe wel mogelijk is). Het vliegtuig vertrekt van de gate door middel van een pushback. De pushback wordt gedaan door een pushback truck die het vliegtuig naar achteren duwt. Tijdens de pushback start het vliegtuig de motoren. Daarna krijgt het vliegtuig de klaring van de verkeersleiding om via de taxibaan naar de startbaan te taxiën voor vertrek.